# Le Compte
Le Compte (Il conto) est une nouvelle fantastique écrite par Dino Buzzati et incluse dans son recueil Le K paru en 1966.

## Résumé
Lors d'une cérémonie publique au palais royal, un petit vieux « horriblement consumé et tout proche de la fin », sanglé dans plusieurs couches d'uniformes bardées de décorations, remet un prix au poète Zintra. Aussitôt, journalistes et admiratrices se pressent autour du lauréat et lui font fête jusque tard dans la nuit. Un peu à l'écart du groupe, Zintra remarque un homme insignifiant vêtu d'un vêtement sombre qui tente en vain d'attirer son attention. 
Plus tard, l'homme au vêtement sombre aborde Zintra à son hôtel. Il lui tend une enveloppe blanche. Comme le poète ne comprend pas, l'homme lui rappelle les vies malheureuses qu'il a exploitées pour écrire sur la peur, le cauchemar, la douleur et la mort, les larmes que ses lecteurs ont versé en lisant ses vers cruels. Maintenant, il est temps de payer sa dette. Et l'homme, avant de disparaître comme une ombre, lui tend de nouveau l'enveloppe.